# Jancko Douwama
Jancko Douwama foi um nobre da Frísia que lutou para livrar a província da dominação estrangeira. Ele nasceu em 1482, vindo de uma família de Vetkopers hoofdelingen (nobres sem título) perto de Oldeboorn, na Frísia.

## Vida

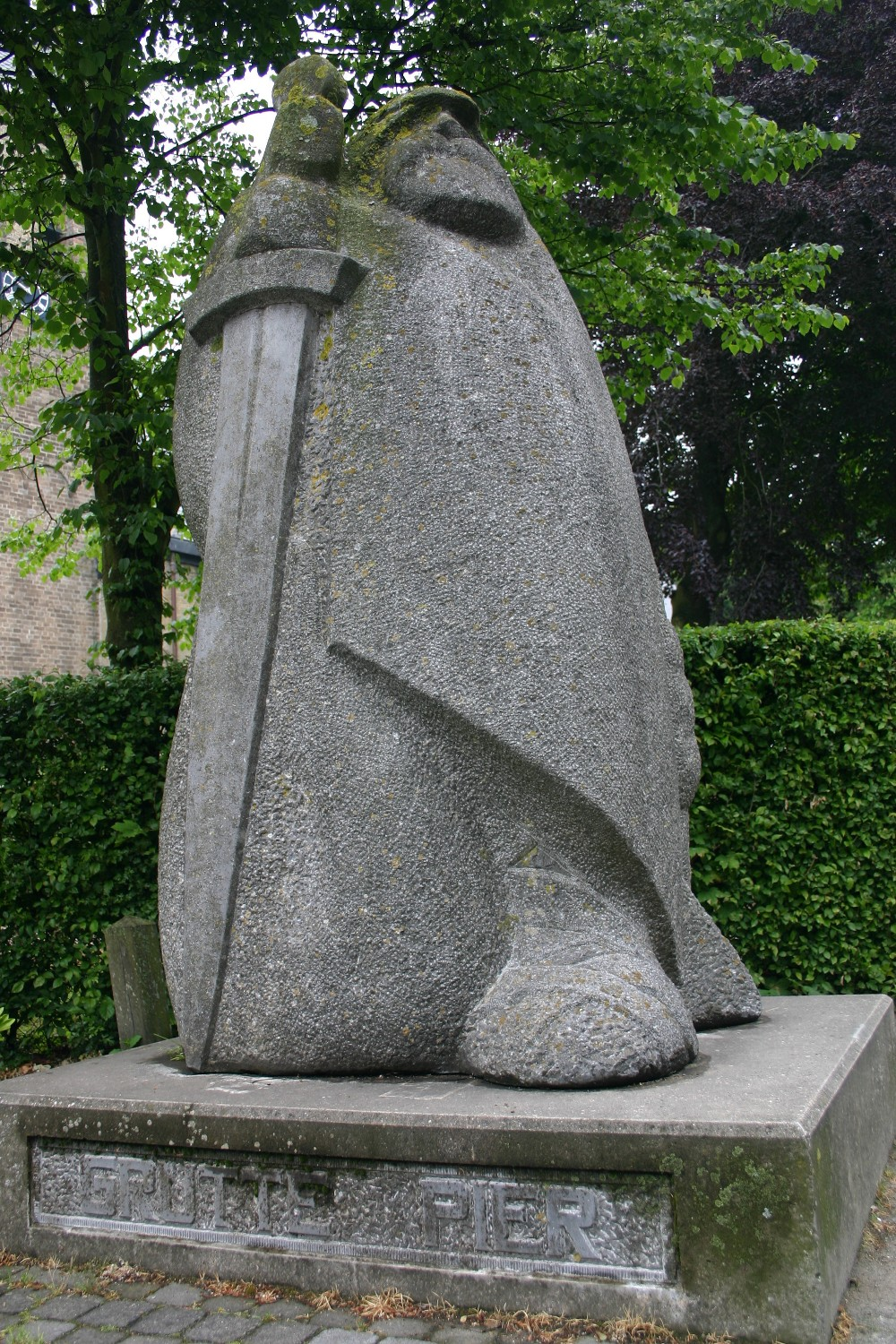
Pier Gerlofs Donia, primo de Jancko Douwama e famoso herói frísio.

Era o filho do chefe Douwe Douwama e sua esposa, Riem Eesckes. Jancko casou-se com Teth Luersma.
Jancko Douwama e seu primo em terceiro grau, Pier Gerlofs Donia são considerados heróis do nacionalismo frísio. Douwama viveu em tempos turbulentos durante as etapas finais da guerra civil entre as facções monásticas chamadas de Vetkopers e Schieringers. os Schieringers recorreram ao auxílio de Alberto III, duque de Saxe em 1498, garantindo vantagem sobre os Vetkopers. Douwama, como simpatizante dos Vetkopers, iniciou sua luta contra o governante saxão. Ele começou por Groninga, onde sua esposa nasceu e onde ele também viveu. Em 1502, retornou à Frísia e reconheceu Alberto como seu senhor, em 1504. Com o assassinato do duque pelos Vetkopers, em 1512, ele escapou para Gueldres e ofereceu trabalho ao duque Carlos de Egmond, que já há algum tempo alimentava planos de conquistar a Frísia.
Em 1514, Douwama era o líder das forças guéldrias de Carlos que invadiram a Frísia. Em 1517, discórdias entre o duque de Gueldres e Jancko envolvendo o planejamento do conselho governamental frísio e a recusa de Gueldres em reconhecer Douwama como senhor hereditário acabaram levando Jancko a mudar de lado. Em 1521, ele jurou lealdade a Carlos V, Imperador do Sacro Império Romano-Germânico, arqui-inimigo do Ducado de Gueldres. Os frísios escolheram Jancko Douwama como seu stadthouder em 1522.
O imperador Carlos V, no entanto, suspeitou que Jancko fosse um espião infiltrado para os guéldrios e, em 1523, prendeu-o no castelo de Vilvoorde, na Bélgica, onde ele morreu em 1533.
Seu nome e feitos foram mencionados pelo monge e historiador frísio Petrus Thaborita.
Enquanto esteve aprisionado em Vilvoorde, Jancko escreveu um livro de memórias, intitulado Boeck der Partijen (Livro dos Partidos), considerado uma das autobiografias mais antigas já escritas. Esse ensaio histórico discute as origens da discórdia entre as facções políticas beligerantes da Frísia e as atividades do autor, seguido por uma refutação da acusação de traição contra ele. Os escritos também dão a definição dos termos Schieringers e Vetkopers, segundo Douwama.